# كاي ستامرز
كاي ستامرز (بالإنجليزية: Kay Stammers)‏ مواليد 03 أبريل 1914 في سانت ألبانز - الوفاة 23 ديسمبر 2005 في لويفيل، الولايات المتحدة، كانت لاعبة كرة مضرب إنجليزية. كما أنها إحدى بطلات الجراند سلام.

## بطولات حققتها
- بطولة ويمبلدون

## النهائيات

### الفردي: (الوصافة 1)
| الحصيلة | السنة | البطولة        | الأرضية | المنافس    | النتيجة  |
| ------- | ----- | -------------- | ------- | ---------- | -------- |
| الوصافة | 1939  | بطولة ويمبلدون | عشبية   | أليس ماربل | 2–6, 0–6 |

### الزوجي: (الألقاب 3, الوصافة 1)
| الحصيلة | السنة | البطولة                     | الأرضية | الشريك         | المنافس                               | النتيجة  |
| ------- | ----- | --------------------------- | ------- | -------------- | ------------------------------------- | -------- |
| الفوز   | 1935  | البطولة الفرنسية            | ترابية  | مارغريت سكريفن | آدا أداموف هيلدا كراهوينكيل سبيرلنغ   | 6–4, 6–0 |
| الفوز   | 1935  | بطولة ويمبلدون              | عشبية   | فريدا جيمس     | سيموني ماثيو هيلدا كراهوينكيل سبيرلنغ | 6–1, 6–4 |
| الفوز   | 1936  | بطولة ويمبلدون              | عشبية   | فريدا جيمس     | هيلين جاكوبز سارة بالفري كوك          | 6–2, 6–1 |
| الوصافة | 1939  | بطولة أمريكا المفتوحة للتنس | عشبية   | فريدا جيمس     | سارة بالفري كوك أليس ماربل            | 5–7, 6–8 |

## الخط الزمني للفردي
مفتاح
| ف | ن | ن.ن | ر.ن | د# | د.م | ل | أ.أ | ت | غ | ب | ف | ذ | م.خ | ل.ت |

(ف) فاز بالبطولة (ن) وصل النهائي (ن.ن) نصف النهائي (ر.ن) ربع النهائي (د#) الأدوار الأربعة الأولى (د.م) دور المجموعات (ل) شارك في كأس ديفيز (أ.أ) خرج من الأدوار الاولى (ت) خسر التصفيات التأهيلية (غ) غاب عن الحدث أو البطولة (ب) حصل على ميدالية برونزية (ف) حصل على ميدالية فضية (ذ) حصل على ميدالية ذهبية (م.خ) بطولة الماسترز خُفضت إلى مرتبة أقل (ل.ت) البطولة لم تعقد في السنة المعينة.
لتجنب الارتباك وازدواجية الحساب، يتم تحديث هذه المعلومات إما في نهاية البطولة، أو عندما تكون مشاركة اللاعب في البطولة قد انتهت.
| الدورة           | 1931  | 1932  | 1933  | 1934  | 1935  | 1936  | 1937  | 1938  | 1939  | 1940  | 1941 – 1944 | 1945  | 19461 | 19471 | إجمالي ف/م |
| ---------------- | ----- | ----- | ----- | ----- | ----- | ----- | ----- | ----- | ----- | ----- | ----------- | ----- | ----- | ----- | ---------- |
| أستراليا         | غ     | غ     | غ     | غ     | غ     | غ     | غ     | غ     | غ     | غ     | ل.ت         | ل.ت   | غ     | غ     | 0 / 0      |
| فرنسا            | غ     | غ     | د3    | ر.ن   | د1    | غ     | غ     | غ     | غ     | ل.ت   | R           | غ     | غ     | غ     | 0 / 3      |
| بطولة ويمبلدون   | د2    | د4    | د4    | د3    | ر.ن   | ر.ن   | د4    | ر.ن   | ن     | ل.ت   | ل.ت         | ل.ت   | ر.ن   | ر.ن   | 0 / 11     |
| الولايات المتحدة | غ     | غ     | غ     | ر.ن   | ن.ن   | ن.ن   | ر.ن   | ر.ن   | ن.ن   | غ     | غ           | غ     | د3    | غ     | 0 / 7      |
| م.ف              | 0 / 1 | 0 / 1 | 0 / 2 | 0 / 3 | 0 / 3 | 0 / 2 | 0 / 2 | 0 / 2 | 0 / 2 | 0 / 0 | 0 / 0       | 0 / 0 | 0 / 2 | 0 / 1 | 0 / 21     |

- إجمالي ف / م = إجمالي الفوز والمشاركة